# GM Sigma
GM Sigma — автомобильная платформа компании General Motors для среднеразмерных автомобилей. Выпускалась с 2003 по 2015 год. Является преемницей платформы GM V и предшественницей платформы GM Alpha.

## Sigma I
Платформа Sigma I дебютировала в 2002 году на Cadillac CTS. С 2004 года на платформе Sigma I выпускался Cadillac STS, а с 2005 года — Cadillac SRX.

### Применения
- 2003—2007 Cadillac CTS[2][3]
- 2004—2009 Cadillac SRX[4][5][6][7]
- 2005—2011 Cadillac STS[8][9][10][11][12]
- 2007—2013 Cadillac SLS (Китай)[13][14]

## Sigma II
Платформа Sigma II дебютировала в 2008 году на Cadillac CTS. По сравнению с предыдущим поколением, платформа удлинена и расширена. С 2011 года на платформе Sigma II выпускались купе и универсалы.

### Применения
- 2008—2013 Cadillac CTS[15][16][17][18][19]
- 2009—2015 Cadillac CTS-V[20][21][22]